# Panzerkampfwagen VIII Maus
Der Panzer „Maus“ war ein überschwerer Panzer für die Wehrmacht, der nach den Ideen seiner Entwickler und einiger hochrangiger Politiker auf dem Schlachtfeld allen Gegnern überlegen sein sollte.
Nach einem Bombenangriff auf das Krupp-Werk in Essen im August 1943 kam die Produktion der Panzerteile zum Erliegen, und so wurden bis Ende 1944 nur zwei Prototypen fertiggestellt, davon einer mit Gefechtsturm. 
Die Porsche-interne Projektnummer für den Panzer lautete 205, wobei das erste fertiggestellte Exemplar die Nummer 205/1 trug und das zweite die 205/2.

## Geschichte
Maßgeblich an der Entwicklung beteiligt war die 1939 gegründete Panzerkommission unter der Leitung von Ferdinand Porsche.
Bereits im Jahre 1941 erhielt die Firma Krupp den Entwicklungsauftrag zum Bau eines überschweren Panzers. Die daraufhin entstandenen Studien über 72-, 100-, 110-, 130-, 150- und 170-Tonnen-Panzer wurden jedoch nie realisiert. Der dem Projekt zugedachte Deckname „Mammut“ wurde aus Tarnungsgründen wieder verworfen und in „Maus“ abgeändert.
Der Angriff auf die Sowjetunion 1941 konfrontierte die Wehrmacht mit modernen, schweren Panzern, und Hitler ging davon aus, dass bis zum Frühjahr 1943 von der Roten Armee schwerste Panzer zum Einsatz gebracht werden würden.
Am 5. März 1942 wurde von Hitler in seinen Besprechungen mit Albert Speer bestimmt, dass die Firma Krupp anstelle eines 72-Tonnen- einen 100-Tonnen-Panzer bis zum nächsten Frühjahr einsatzreif entwickeln solle. In der Folgebesprechung am 21. März 1942 wies Hitler an, dass auch die Firma Porsche einen unabhängigen Vertrag zur Entwicklung eines 100-Tonnen-Panzers erhalten solle.
So wurde das Projekt im Jahr 1942 mit Hochdruck vorangetrieben, und bei Krupp wurden erste Fahrzeugwannen und Türme produziert. Als die Kruppwerke im August 1943 von Luftangriffen getroffen wurden und technische Lösungen für Motorisierung, Fahrwerk und Bewaffnung noch nicht abgeschlossen waren, wurde erkennbar, dass dieses Projekt noch mehr Zeit benötigte. Erst 1944 konnten fahrtechnische Erprobungen stattfinden.
Ende 1944 wurden die zwei Prototypen für die Erprobung durch die Wehrmacht zur Heeresversuchsanstalt Kummersdorf verbracht. Sie wurden dort beim Rückzug gesprengt. Die beschädigten Fahrzeuge fielen der Roten Armee in die Hände, die diese zur eigenen Begutachtung und Erprobung nach Kubinka brachte.

## Entwicklung
Nachdem Porsche letztlich den konkreten Entwicklungsauftrag erhalten hatte, sollte Krupp weiterhin die Panzerwanne und den Turm für das Fahrzeug liefern.
Am 23. Juni 1942 diskutierte Hitler mit Ferdinand Porsche einen ersten Entwurf und Porsche versprach, das erste Fahrzeug am 12. Mai 1943 zu liefern. Auf ein Angebot für die Entwicklung von Krupp für einen Turm für den Panzerkampfwagen „Mäuschen“ im Juni 1942 hin, erteilte die Abteilung Wa Prüf 6 am 17. Juli 1942 den Auftrag. Im August 1942 erfolgten konzeptionelle Gespräche zwischen Porsche und Krupp, um das Fahrzeug so zu gestalten, dass es mit der Eisenbahn transportiert werden konnte. Schließlich wurde noch ein Luftschacht für Unterwasserfahrt mit 800 mm Innendurchmesser entworfen.
Während Besprechungen der Verantwortlichen des Heeres am 11. September 1942 mit Krupps Oberingenieur Wölfert wurde dieser von Oberstleutnant Holzhäuer darauf aufmerksam gemacht, dass Porsche Schwierigkeiten mit seinem Entwurf hätte und man in etwa vier Wochen einen Termin hätte, bei dem man einen Krupp-Entwurf eines 150-t-Panzers vorstellen könnte. Krupp ergriff die Gelegenheit und erstellte mit Bauteilen des Panzers Tiger von Maybach und Henschel, die „Tiger-Maus“, die später in den Entwurf E-100 umbenannt wurde. Nach einer Vorstellung der beiden Konkurrenzentwürfe während einer Konferenz vom 3. bis 5. Januar 1943 gab Hitler dem Entwurf von Porsche den Vorzug. Weiterhin wurde entschieden, dass die Kanone 12,8-cm-KwK zum Einbau kommen würde, letztlich 10 Fahrzeuge pro Monat zu fertigen seien und die Altmärkischen Kettenwerke (Alkett) für die Endmontage zuständig sein sollten. Es wurde geäußert, dass das Modell „Mäuschen“ und der Panzer Tiger II der Wehrmacht die waffentechnische Überlegenheit für das Jahr 1944 sichern sollten.
Während des Jahres 1943 kamen immer wieder gewichtssteigernde Komponenten hinzu, so zum Beispiel eine Flammenwerferanlage. Gleichzeitig überarbeitete Porsche die Entwürfe der Panzerwanne und führte Gespräche mit Krupp, um Gewicht zu sparen und die Zeiten der Schweißarbeiten zu verkürzen. Doch diese Änderungen sollten anfangs erst ab Wanne Nr. 5 beginnen, dann schon ab Wanne 3 und 4. Das massiv gestiegene Gewicht zwang auch zu Änderungen beim Fahrwerk. Porsche wollte anfangs ein System einbauen, welches er für seinen „Porsche“-Tiger entwickelt hatte, doch ließ dies sich nicht einfach hochskalieren, da die Arbeiten an der Wanne viel zu aufwändig wurden. Ein älterer Fahrwerksentwurf von Porsche konnte kurzfristig angepasst werden und die Bohrungen für die Montage konnten entfallen.
Am 14. Mai 1943 wurde Hitler und seinem Stab ein Holzmodell der Maus vorgeführt. Auf das vom Heereswaffenamt Wa Prüf 6 ab Dezember 1942 mit der Firma Hermann Koebe Feuerwehr-Geräte-Fabrik entwickelte Groß-Flammenwerfer-Gerät für seitliche Flammstöße wurde nach dieser Vorführung verzichtet.
Vom Panzer „Maus“ sollten 150 Stück gebaut werden; alle Arbeiten an überschweren Panzern wurden jedoch 1944 eingestellt und die geplante Serienfertigung des Panzers wurde storniert. Fertiggestellt wurden nur zwei Exemplare, fünf weitere befanden sich in Bau.
Das projektierte Gewicht des Panzers „Maus“ von etwa 150 Tonnen erhöhte sich aufgrund der immer wieder verstärkten Panzerung (bis 220 mm) schließlich auf 188 Tonnen V1 und 187 Tonnen V2 (Gewichtsersparnis durch gebohrte Laufrollen) und stellte die Konstruktionsgruppe von Porsche vor schwierige Probleme bei der Motorisierung.
Hinsichtlich Masse sogar noch übertroffen wurde der Panzer „Maus“ von den deutschen Entwürfen für den P-1000 und den P-1500 „Monster“.

## Technik

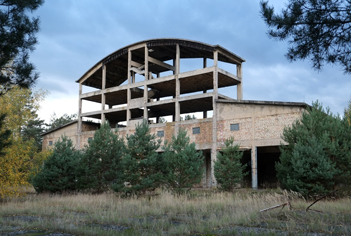
Halle für die „Maus“ auf dem Gelände der Neuen Verskraft, Heeresversuchsanstalt Kummersdorf, 2013

Der Antrieb erfolgte benzin-elektrisch bzw. diesel-elektrisch, indem ein Verbrennungsmotor über ein Zwischengetriebe einen elektrischen Generator antrieb, der zur Stromversorgung von zwei Elektromotoren diente (ähnlich dem dieselelektrischen Antrieb). Diese brachten das Fahrzeug über Planetengetriebe in Bewegung.
Probleme mit den Gummierungen der Laufrollen führten dazu, dass die Laufrollen seitlich aufgebohrt wurden, um der Gummierung mehr Halt für die Drehbewegung zu geben. Interessant dürfte sein, dass für die Fertigung der Maus überarbeitete Panzerplatten der Marine zum Einsatz kamen.
Die Hauptbewaffnung der Maus war eine 12,8-cm-Kampfwagenkanone (KwK) mit einem Höhenrichtbereich von −7° bis +23°, wie sie auch im Jagdtiger verwendet wurde. Ergänzt wurde für die Bekämpfung leichter gepanzerter Ziele und für den Fall des Ausfalls des Hauptgeschützes auf dessen rechter Seite eine achsparallele 7,5-cm-KwK 44 L/36,5. Für die Bekämpfung von Infanterie verfügte der Turm zusätzlich auf der linken Seite über ein Maschinengewehr 42, außerdem gab es wie bei vielen schweren Panzern eine Nahverteidigungswaffe, mit Schnellnebelkerzen 39, Wurfgranaten, Rauchsichtzeichen orange 160 und Leuchtgeschossen R. Die mitgeführte MP 38 konnte auch durch die Stopfenöffnung in der Auswurföffnung auf der Turmrückseite abgefeuert werden.
Ferdinand Porsche wollte eigentlich für das schwere Fahrzeug einen luftgekühlten Dieselmotor, der aber erst entwickelt hätte werden müssen. So kam in der Maus 205/1 für den Antrieb des Generators ein von Daimler-Benz entwickelter modifizierter DB-603-Flugmotor zum Einsatz, der MB 509 mit einer Leistung von 1080 PS. Der zweite Prototyp 205/2 erhielt letztlich einen ähnlich starken V12-Dieselmotor (MB 517), um wie von Porsche vorhergesehen, den erheblichen Benzinverbrauch des Flugzeugmotors von 3.800 l / 100 km im Gelände zu reduzieren.
Während man bei modernen Fahrzeugen eine selbsttätige Feuerlöschanlage regelmäßig erwartet, war diese für ein Fahrzeug des Zweiten Weltkrieges eher die Ausnahme. Hierzu wurden bei der Maus zwei Kohlensäureflaschen von je 6 kg im Motorraum montiert. Bei der Überschreitung einer Temperatur von 160 °C wird eine Flasche automatisch ausgelöst und innerhalb von Sekunden wird der Motorraum mit etwa 3000 ltr. Kohlensäuregas geflutet, wodurch die Flammen erstickt werden. Beim Fahrer leuchtet bei der Aktivierung der Anlage eine rote Warnleuchte auf.

## Fertigstellung und Erprobung
Das Versuchsprogramm für die Maus wurde von Wa Prüf 6 und dem Ingenieur Zadnik von Porsche am 1. November 1943 festgelegt. Es bestand aus einem Werksversuch durch Porsche, einer Straßenerprobung in der Kraftfahrversuchsstelle Kummersdorf, Tauch- und Schleppversuchen bei Porsche und Schießversuchen in der   Heeresversuchsanstalt Hillersleben. Noch bei Alkett erhielt das erste Fahrgestell ein Ersatzgewicht von 55 t anstelle des noch nicht verfügbaren Turmes. Entgegen den Anweisungen des Reichsminister Speer, der auf einer persönlichen Genehmigung jeder Fahrt bestand, wurde die Maus erstmals am 24. Dezember 1942 von dem Porsche-Fahrer Karl Gensberg, auf dem Gelände der Firma Alkett in Berlin aus der Halle gefahren und wieder zurück. Nach dem ersten erfolgreichen Fahrversuch bei Alkett wurde die Maus in der Heeresversuchsanstalt Kummersdorf bei Berlin ersten Tests unterzogen. Aufgrund wiederholt notwendiger Reparaturen und Anpassungen, Problemen bei der Ersatzteilbeschaffung sowie schweren Bombenangriffen im Norden Deutschlands entschied man sich dazu, die weiteren Tests in der Nähe der Porsche-Werke auf dem Gelände der Panzerkaserne in Böblingen durchzuführen. Dort war in der Hindenburg-Kaserne die Panzer-Ersatz-Abteilung 7 stationiert. Man transportierte das Fahrzeug 205/1 per Eisenbahn ab dem 11. Januar 1944 dorthin, wobei das Fahrzeug erst am 14. Januar dort eintraf, da der ebenfalls zu erprobende Spezial-Eisenbahn-Transportwagen, „Verladewaggon“, mit 14 Achsen für überschwere Lasten nicht durch Tunnel und über Eisenbahnbrücken fahren durfte. Es folgten umfassende Fahrtests im Gelände der Panzerkaserne, bei denen immer wieder Berichte verfasst wurden. Auch erhielt das Fahrzeug 205/1 mit dem Ersatzgewicht dort im März den dreifarbigen Tarnanstrich.

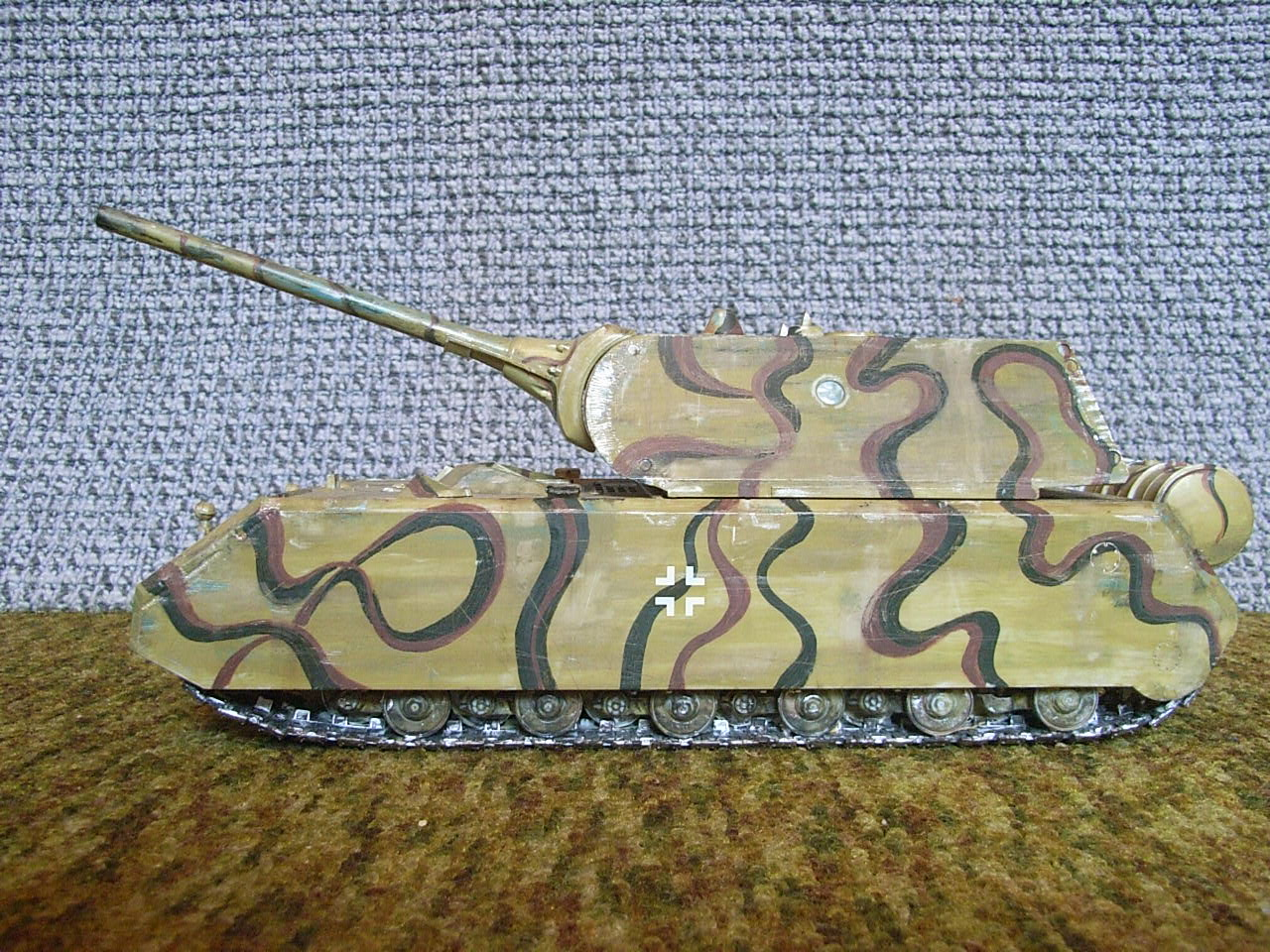
Seitenansicht (Modell)

Ohne Motor und Turm traf am 10. März 1944 das zweite Fahrgestell, 205/2, von Alkett kommend, in schleppfähigem Zustand in Böblingen ein. Erst am 3. Mai 1944 kam ein Turm, noch ohne die beiden Geschütze, dort an. Dieser wurde, nach Einbau der Geschütze, erstmals am 9. Juni 1944 durch Mechaniker der Firma Krupp montiert.
Etwa im Oktober 1944 traf der neue Dieselmotor MB 517 in Böblingen ein und wurde sofort in das Fahrzeug 205/2 eingebaut. Fotos belegen, dass der einzige vorhandene Turm dann auf das zweite Fahrgestell montiert wurde und das gesamte Fahrzeug einen Dreifarb-Tarnanstrich erhielt. Fahrbereit und bewaffnet erfolgte umgehend die Verlegung zur „VersKraft neu“ in Kummersdorf. Auch das Fahrzeug 205/1 mit dem Ersatzgewicht wurde dorthin verlegt.
Offensichtliche weitere Erprobungen erfolgten auf dem Kruppschen Schießplatz in Meppen. Nach Kriegsende wurden dort drei Maus-Wannen und -Türme gefunden. Wahrscheinlich wurden diese für Beschussversuche verwendet.

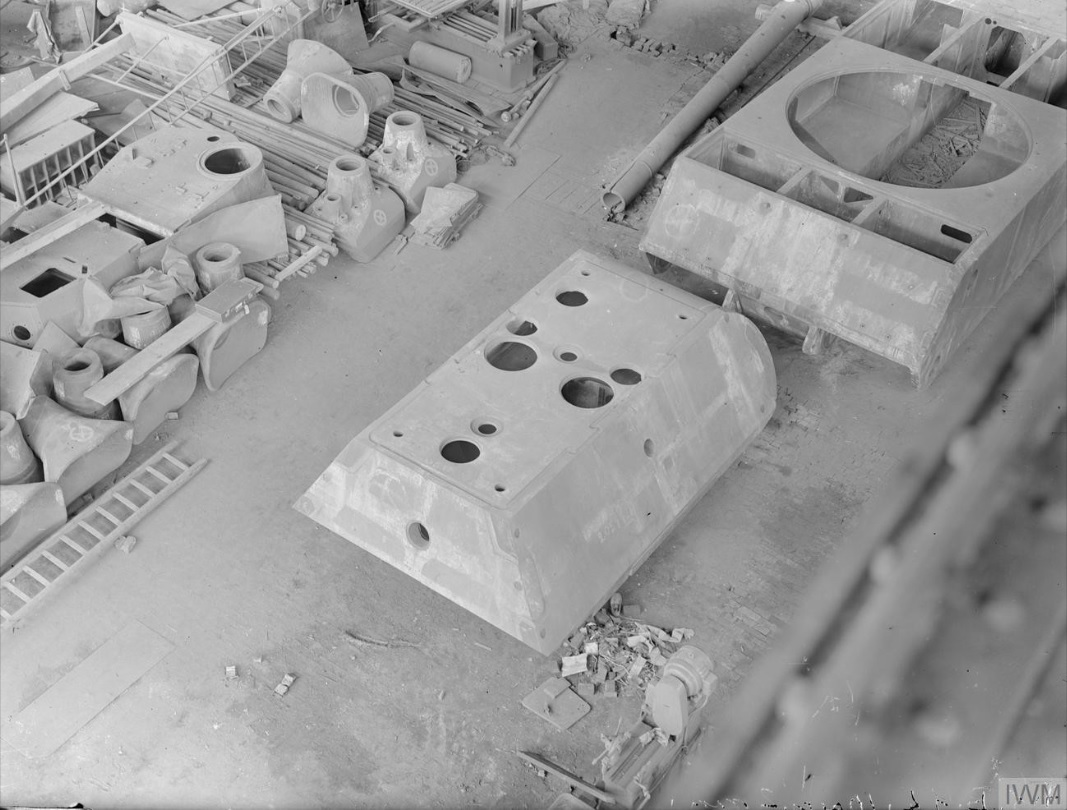
Britisches Foto nach der Kapitulation 1945, welches einen unvollendeten Maus-Turm in einer Panzerfabrik zeigt.
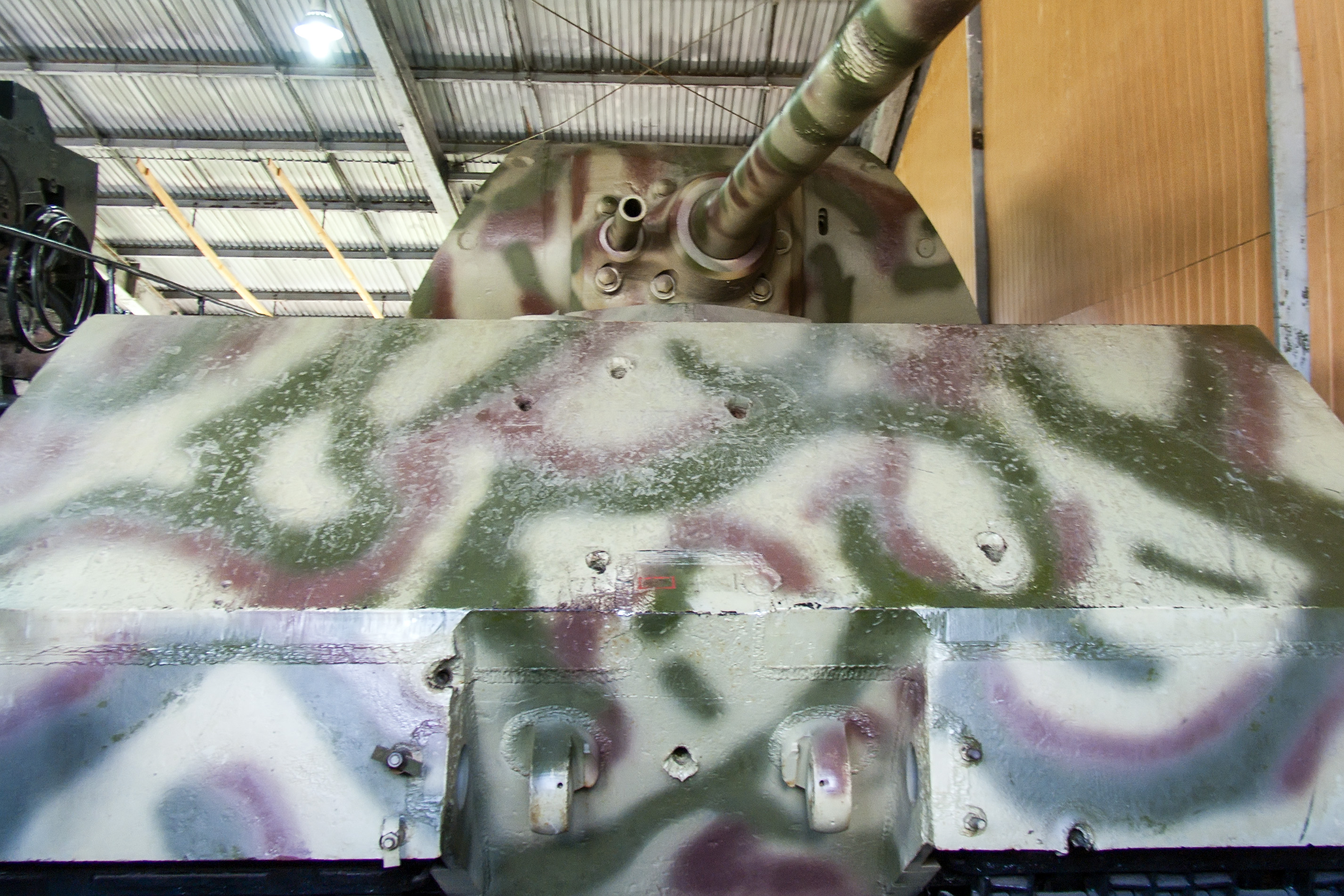
Die Einschläge an der Vorderseite des in Kubinka ausgestellten Panzerkampfwagens VIII Maus stammen von Tests, welche nach Ende des Kriegs durchgeführt wurden.

## Verbleib nach Kriegsende

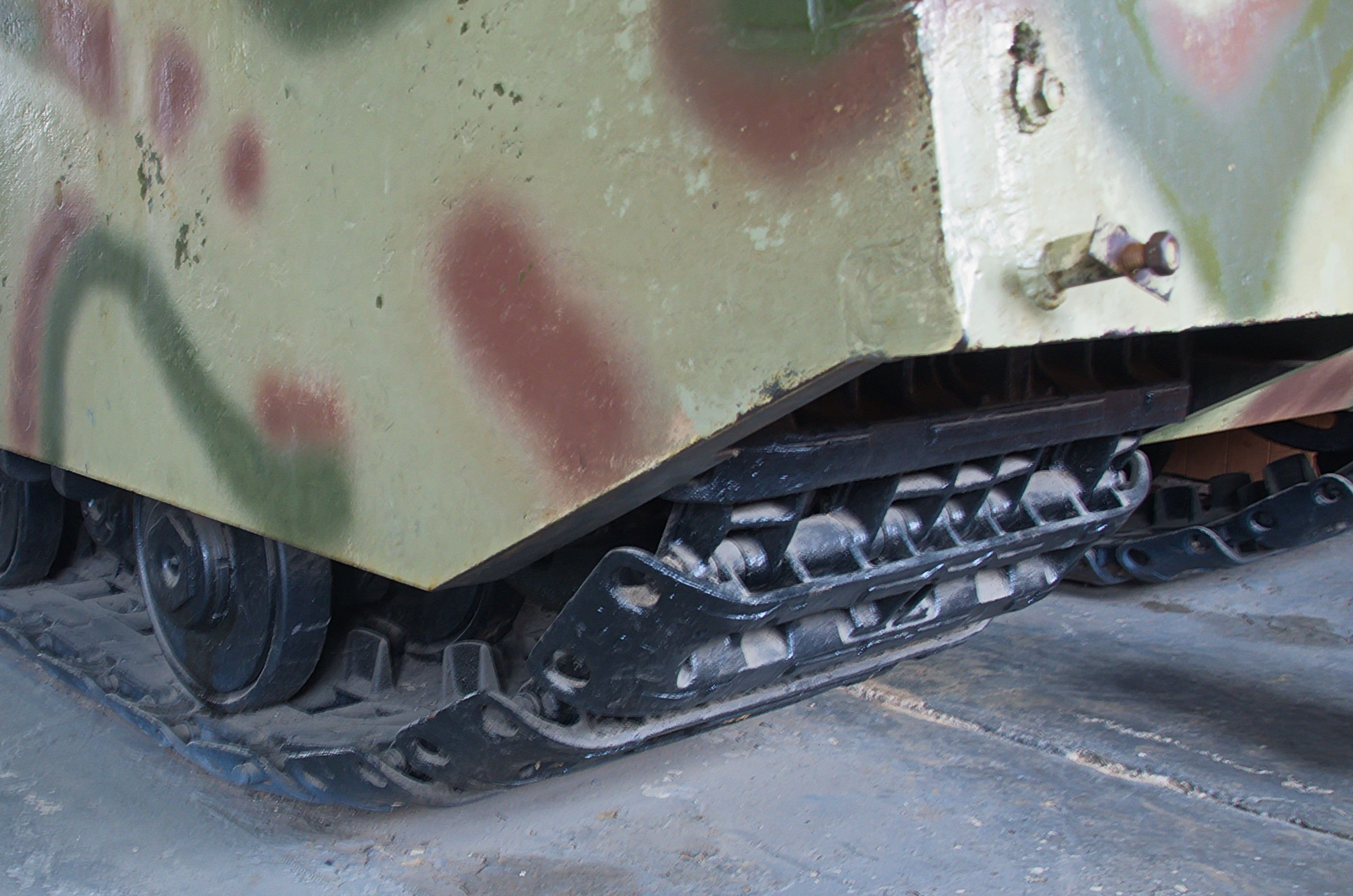
Der Kontaktschuh und das Verbindungskettenglied – Kettendesign des Maus-Fahrgestells

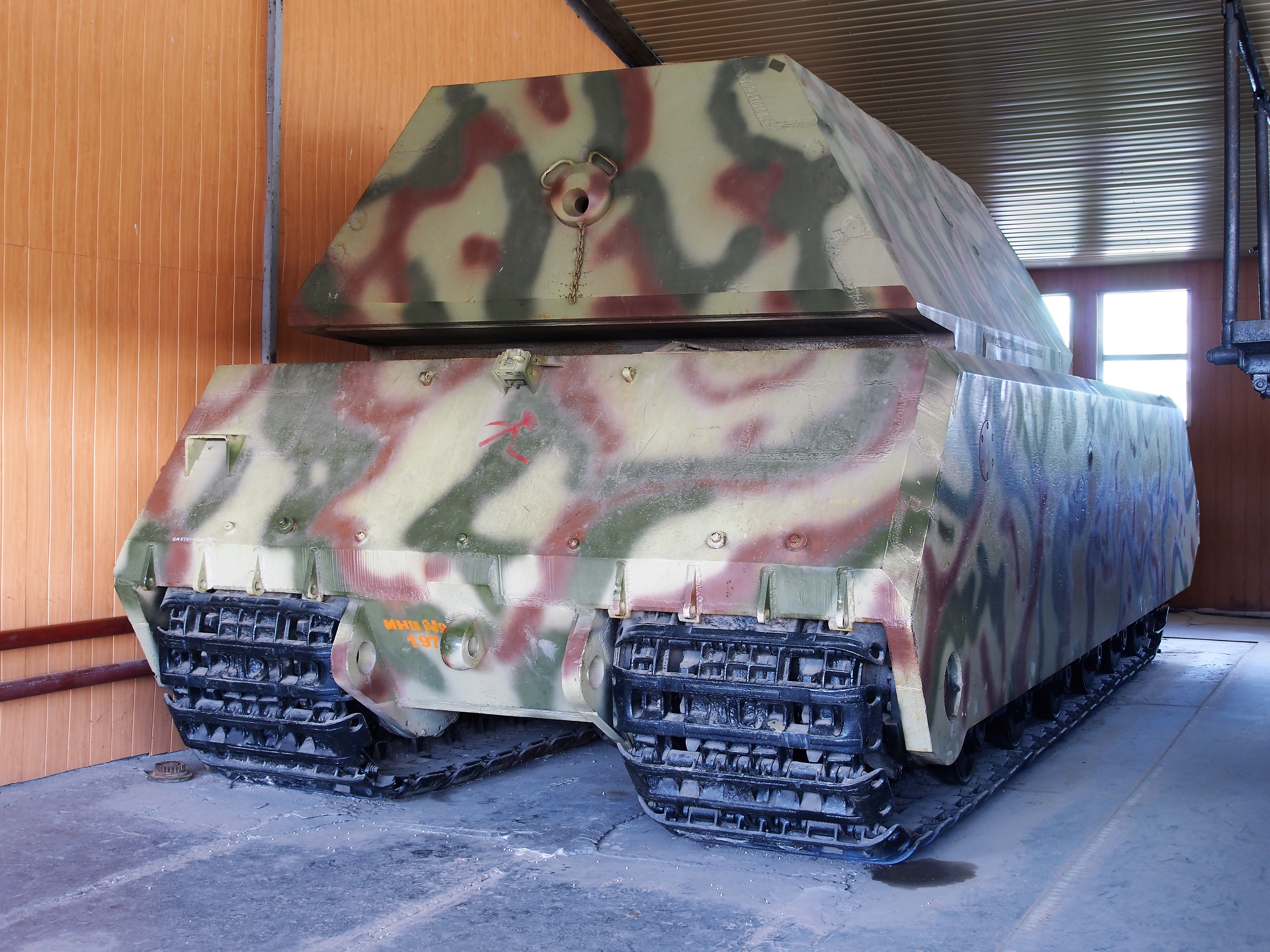
Blick auf die Rückseite des Panzers

Ende April 1945 befanden sich beide Prototypen auf dem Heeresversuchsgelände in Kummersdorf. Die Maus 205/2 wurde von deutscher Seite im Gelände des Stammlagers bei Zossen, genaugenommen auf dem Hindenburgplatz in Wünsdorf, letztlich gesprengt. Möglicherweise hatte man das Fahrzeug für die Verteidigung des OKH-Hauptquartiers vorgesehen. Hierbei wurde der Turm heruntergeschleudert und die untere Wanne praktisch zerstört. 
Die auf dem Schießplatz von Kummersdorf zurückgelassene Maus 205/1, noch mit dem Ersatzturm versehen, wurde zwar auch durch Sprengung im Innenraum beschädigt, aber war äußerlich intakt. Die Rote Armee erbeutete beide Fahrzeuge und montierte den Turm von Maus 205/2 auf die Wanne von Maus 205/1. 
Am 4. Mai 1946 wurde das Fahrzeug zu Testzwecken nach Kubinka geschickt. Nach dem Abschluss der Erprobung im Jahr 1951 wurden alle Aggregate zur Untersuchung ausgebaut; zurück blieb ein Fahrzeug ohne jegliche innere Technik. Nachdem das Fahrzeug jahrelang im Freien stand, ist es seit 1978 im Panzermuseum Kubinka ausgestellt. Im Jahr 2000 wurde das Fahrzeug mit dem ursprünglichen Tarnanstrich des Prototyps 205/2 versehen.

## Militärische Bedeutung
Die Höchstgeschwindigkeit von 13 km/h im Gelände sowie ein Gesamtgewicht von fast 190 Tonnen, welches das Passieren von Brücken praktisch unmöglich machte, stellten große Nachteile dar. Das Fahrzeug war dadurch mehr ein rollender Bunker als ein Panzer zum sinnvollen Einsatz in einem Bewegungskrieg. Im Falle eines Rückzugs hätte keine Möglichkeit zum schnellen Abtransport bestanden; die Maus hätte zurückgelassen, aufgegeben und gesprengt werden müssen. Im Falle eines Angriffs hätte sie bei schnellen Vorstößen nicht mithalten können. Zwar hätte die Maus durch ihre Feuerkraft und Panzerung den Feind vor ein massives Problem gestellt, aber er hätte sie umgehen oder ausmanövrieren können, weshalb der Einsatz von Begleitpanzern erwogen wurde.
Der gigantische Treibstoffbedarf stellte ein weiteres Problem dar, vor allem, da es den Deutschen zu Kriegsende in hohem Maße an Treibstoffen mangelte. Überdies passte diese rollende Festung nur auf einen speziellen 14-achsigen Eisenbahntransportwagen und konnte weder Tunnel noch Eisenbahnbrücken passieren; damit wäre es fast unmöglich gewesen, größere Stückzahlen an die Front zu befördern.

## Technische Daten
- Hersteller: Porsche, Krupp
- Baujahr: 1942–1944
- Stückzahl: ein Fahrzeug komplett mit Turm, eines ohne Turm und Motor
- Besatzung: sechs Mann
- Gewicht gesamt: 188 t (V1 mit Attrappenturm); 187 t (V2 mit Gefechtsturm)
- Gewicht Turm: 55 t
- Länge mit Rohr: 10,09 m
- Breite: 3,67 m
- Höhe: 3,63 m
- Bodenfreiheit: 57 cm
- Spurbreite: 235,5 cm
- Kettenbreite: 110 cm
- Feuerhöhe: 279 cm
- Kletterfähigkeit: 72 cm
- überwindet Steigungen von bis zu 30°
- Watfähigkeit: 200/600 cm
- Schreitfähigkeit: 450 cm
- Tauchfähigkeit: bis zu 800 cm (unter Verwendung eines Schnorchels)

Bewaffnung
- 12,8-cm-KwK44 L/55 (Prototypen) oder 15-cm-KwK L/44 (für Serie erwogen)
  - Munition: 12,8 cm: 68 Granaten / 15 cm: 50 Granaten
- 7,5-cm-KwK 44 L/36,5 koaxial im Turm zur 15-cm-KwK
  - Munition: 100 Granaten
- 1 × 7,92-mm-MG 42
  - Munition: 1000 Patronen

Antrieb
- benzin-elektrisch
- wassergekühlter Zwölfzylinder-V-Motor vom Typ MB 509 (modifizierter Flugmotor Daimler-Benz DB 603), 1080 PS, Hubraum 44,5 l (Maus 205/1)
  - später durch wassergekühlten Zwölfzylinder-Dieselmotor Daimler-Benz MB 517 mit 1200 PS ersetzt (Maus 205/2)
- Getriebe: zwei Vorwärts- und zwei Rückwärtsgänge
- Höchstgeschwindigkeit
  - Straße: 20 km/h
  - Gelände: 13 km/h
- Tankinhalt: 3200 l + 1000 l im Reservetank am Heck
- Verbrauch: Straße 1400 l/100 km, Gelände 3800 l/100 km
- Fahrbereich: 186 km auf Straße / 68 km im Gelände
- Wendekreis: wendet auf der Stelle

- Kettenlaufwerk
  - zwei Gleisketten, Treibrad hinten, Leitrad vorn, zwölf Laufrollenpaare je Seite, zwölf Stützrollen

Panzerung
- Wanne
  - 200 mm Bug / Neigung 65°
  - 200 mm Fahrerfront / 35°
  - 180 mm Wannenseite unten/oben / 90°
  - 160 mm Heck / 90°
  - 100 mm Decke / 0°
  - 100 mm Boden / 0° vorne und 50 mm nach hinten
- Turm
  - 220 mm Turmblende/front
  - 200 mm Turmseite / 60°
  - 200 mm Heck / 60°
  - 60 mm Decke / 0°